# 星際雲

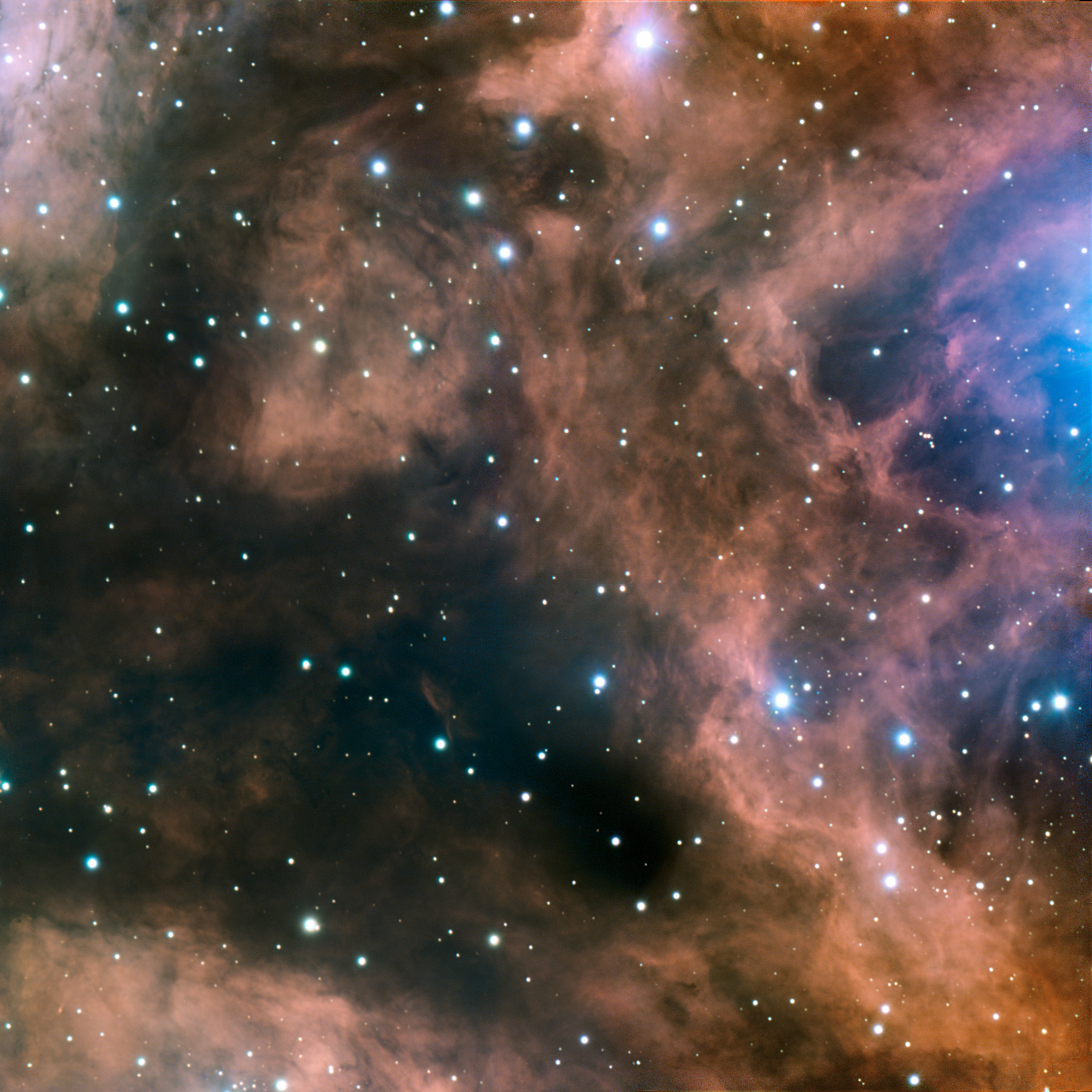
發射星雲NGC 6357的一小部份。它發射出電離氫區特徵的紅光。

星際雲是對存在於銀河系或其他星系內以電漿或宇宙塵的型態累積成的雲氣的通用名稱。星際雲是高密度的星際介質，它的密度比平均密度要大的多。依據雲氣的密度、大小和溫度，在其中的氫可以是中性的（H I區）、電離的（H II區，也就是電漿）或分子（分子雲）。中性和電離的雲有時也被稱為發散雲，而分子雲有時也稱為密度雲。

## 化學成分
通過研究我們接收到來自它們的電磁波輻射，可以分析星際雲的成分。大型的電波望遠鏡依據某些分子特有的光譜，掃描某些特定頻率在天空中各處的強度。一些低溫的星際雲傾向於發射長波的電磁波輻射，我們可以繪製出這些分子的豐度圖，了解它們在星際雲中組成的變化。在熱的星際雲，它們的化學元素有許多都是離子，可以在可見光和紫外線的波段上觀察到它們的光譜。
無線電望遠鏡也可以用不同的頻率對一個點進行掃描，記錄每一種不同類型分子的強度。頻率的峰值表示該種分子或原子目前在雲中的豐度，峰的高度與在雲中的相對百分比成正比。

## 在星際雲檢測到意料之外的化學成分
直到最近，星際雲內反應速率都被認為是非常緩慢的，由於星際雲的低溫和密度只會有一些最小的分子產生。然而，科學家觀察到一些原本未預期能在這樣的環境下產生的有機分子光譜，像是甲醛、甲醇和乙烯醇。科學家在地球上的實驗室所熟悉的是，這些分子的創建都要更高的溫度和壓力。它們被發現的事實指出，這些化學反應的速率在星際雲中進行的比預期的快，懷疑有可能是有機化學的氣相反應不同於在地球的實驗室中觀察到的。CRESU實驗正在研究這些反應。
星際雲還提供存在於太空中的金屬比率和研究的一種媒介。這些元素的存在和比率可能可以發展出它們產生的手段和理論，尤其是當它們的比率不吻合恆星的核融合結果所預期產生的，從而建議採用替代的宇宙射線散裂 。

## 高速雲

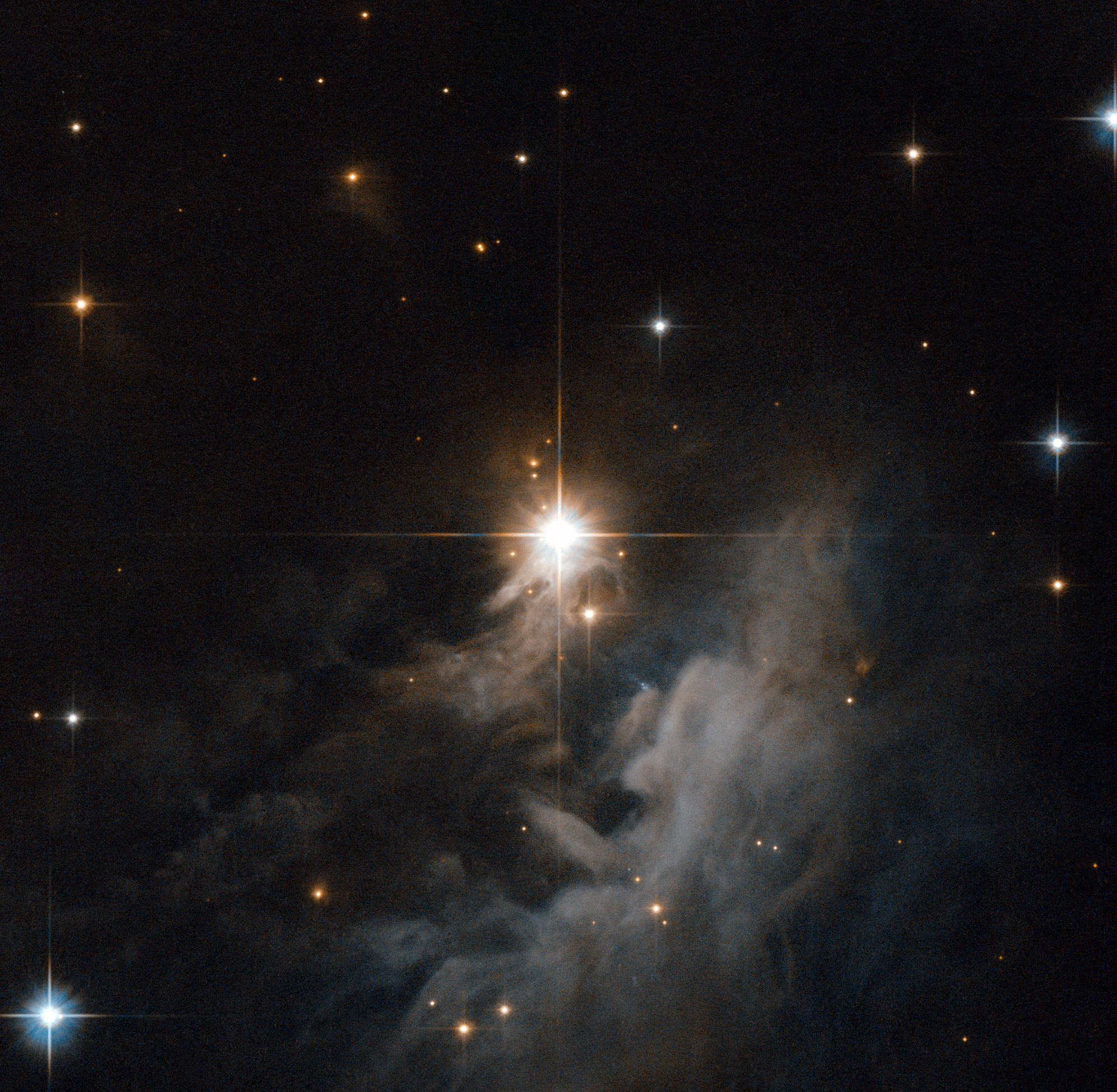
哈伯太空望遠鏡拍攝的反射星雲 IRAS 10082-5647。

這些星際雲擁有的高速度是銀河系自轉所不能夠解釋的。依據定義，這些雲的速度必須大於90kms−1的本地標準靜止速度vlsr。vlsr主要是檢測中性氫的21公分線測定的，並且它們的重元素比率通常比銀河系內正常的星際雲為低。
說明這些不尋常的高速雲理論包括是我們銀河系誕生時殘留下來的物質形成的，或是潮汐剝離從本星系群的成員，其它星系獲得的。後著的一個例子是麥哲倫星流。為了縮小這些雲的起源，需要更好的了解它們的距離和金屬量。
高速雲會以字母HVC作為開頭的標示碼來識別，例如HVC 127-41-330。